# Турбаза «Верхневолжская»
Турба́за «Верхнево́лжская» — населённый пункт в Конаковском районе Тверской области. Входит в состав городского поселения Радченко.

## География
Населённый пункт находится в юго-восточной части Тверской области, на правом берегу реки Волга, на расстоянии 20 км к западу от города Конаково, административного центра района.

### Часовой пояс
Турбаза «Верхневолжская», как и вся Тверская область, находится в часовой зоне МСК (московское время). Смещение применяемого времени относительно UTC составляет +3:00.

## История
Населённый пункт возник в советское время. В 1973 году на его территории существовали дощатые домики для отдыхающих. Перед Олимпиадой 1980 года турбаза была перестроена.

## Население
| 2010 |
| ---- |
| 112  |

## Инфраструктура
В населённом пункте размещается пансионат «Верхневолжский».